# أنهالت
أنهالت (Anhalt) كونتية مستقلة (دوقية بعد عام 1806) في ألمانيا، تقع بين جبال هارتس ونهر إلبه في ألمانيا الوسطى[ ؟ ]. وهي تشكل الآن جزءا من ولاية ساكسونيا أنهالت.

## التاريخ

### دوقات أنهالت
خلال القرن 9، كانت المنطقة جزءا من دوقية سكسونيا. في القرن الثاني عشر، انه جاء في ظل سيادة إسيكو (توفي 1059 أو 1060). وكان ابنه أدلبرت الثاني (توفي 1080) وحفيده أوتو الثري يبدو أنها كانت أول من تحمل لقب كونت أنهالت. وكان أوتو، المعروف أيضا باسم كونت بالنشتت، والد ألبرشت الدب، كونت أنهالت، الذي غزا أراضي براندنبورغ السلافية. عندما ألبرشت توفي في 1170، ابنه برنهارت، الذي حصل على لقب دوق ساكسونيا عام 1180، وأصبح كونت أنهالت. توفي برنهارت سنة 1212، وأنهالت، ويفصل الآن من ساكسونيا، وافق على ابنه هنري الأول، الذي في 1218 اتخذ لقب أمير، وكان المؤسس الحقيقي للمنزل الأميرية من أنهالت.

### دوقيات القرن التاسع عشر
في 1806، رقـّى نابليون الدول المتبقية أنهالت برنبورغ وأنهالت دساو وأنهالت كوتن إلى دوقيات؛ وفي هذه الأثناء، لم يعد هنالك وجود لأنهالت بلوتسكاو وأنهالت تسربست. عاد ت هذه الدوقيات لتتحد مرة أخرى في عام 1863، وذلك بسبب انقراض خطي كوتن وبرنبورغ. تكونت الدوقية الجديدة من جزئين كبيرين هما أنهالت الشرقية والغربية، يفصلهما جزء بيني من مقاطعة ساكسونيا البروسية، إضافة إلى خمسة جيوب داخلية تحيط بها الأراضي البروسية هي: ألسلبن، مولينغن، دورنبورغ، غودنيتس وتيلكيروده أبيروده. كانت الجزء الشرقي الأكبر من دوقية محاطة بدائرة بوتسدام البروسية (في مقاطعة براندنبورغ البروسية)، وماغديبورغ ومرسيبورغ التابعتان إلى مقاطعة ساكسونيا البروسية. الجزء الغربي أو الأصغر، المسماة الدوقية العليا أو بالنشتت، كانت محاطة أيضاً بالدائرتين الأخيرتين بالإضافة دوقية براونشفايغ لونيبورغ.
عندما توحدت الدولة كانت دساو هي عاصمة أنهالت.
مع سقوط كل الممالك الألمانية، وصلت دوقية أنهالت إلى نهايتها في 1918-1919 أثناء الثورة التي تلت نهاية الحرب العالمية الأولى. حلت محلها دولة أنهالت الحرة ضمن جمهورية فايمر. بعد الحرب العالمية الثانية، اتحد الدولة الحرة مع الأجزاء البروسية من ساكسونيا لتشكل ساكسونيا أنهالت. ثم حـُلت ولاية ساكسونيا أنهالت في عام 1952، ولكن أُعـيد تأسيسها مع إعادة توحيد ألمانيا في عام 1990، من ذلك الحين وهي إحدى ولايات ألمانيا الستة عشرة.